# Kkakdugi
El kkakdugi es una variedad de kimchi en la gastronomía de Corea. Suele tener todos los ingredientes del kimchi, pero la baechu  (배추, calabaza china) se sustituye por daikon (llamado mu, 무 en coreano). El kkakdugi es un banchan (acompañamiento) popular.

## Origen
El origen del kkakdugi se menciona en un libro de recetas titulado Joseon yorihak (조선요리학 朝鮮料理學, literalmente ‘gastronomía coreana’) escrito por Hong Seon-pyo (홍선표) en 1940. Según este libro, el kkakdugi fue creado por la princesa Sukseon (숙선옹주 淑善翁主), una hija del rey Jeongjo (r. 1776–1800) y la esposa de Hong Hyeon-ju (홍현주 洪 顯周), un alto oficial del gobierno con el título de Yeongmyeongwi (영명위 永明慰). Cuando ocurrió algo que celebrar en la corte real, los miembros de la familia real se reunieron para celebrar un festín, y la princesa presentó un nuevo plato hecho con daikon en dados al rey. Este lo alabó enormemente y le preguntó por el nombre del plato. Ella respondió que el plato no tenía nombre porque lo había hecho por accidente, pero vio que sabía bien, por lo que lo llevó a la corte. El rey respondió que el plato debía llamarse kkakdugi porque cortar la comida en dados se llamaba ggakduk sseolgi (깍둑썰기) en coreano. En aquella época, el kkakdugi se llamaba gakdokgi (각독기 刻毒氣) y luego se extendió entre los obreros.

## Preparación
El kkakdugi consiste en daikon cortado en cubos pequeños. El daikon se condimenta con sal, pimiento chile rojo molido, cebolleta y jengibre.
El daikon y los demás ingredientes se mezclan y tradicionalmente se guardan en un jangdok (장독) u onggi (옹기), refiriéndose ambos nombres a una olla de barro grande. La fermentación dura unas dos semanas en un lugar fresco y seco.
El kkakdugi se sirve frío y suele consumirse cuando el daikon está crujiente, lo que sucede antes de que se ponga blando. El kkakdugi, junto con otros tipos de kimchi, es un plato popular en Corea y se cree que comparte muchos de los beneficios del kimchi para la salud, debidos al proceso de fermentación.

## Variedades
Hay varios tipos principales de kkakdugi, siendo todos bastante similares en ingredientes y preparación:
- Kkakdugi normal.
- Gul kkakdugi (굴깍두기), condimentado con ostras crudas enteras. Se prepara especialmente en invierno, sobre el Seollal (año nuevo coreano). Para ello se usa saeujeot (gamba en salazón) y hojas de collalba, además de otras especias. Debido al uso de las ostras, su tiempo de conservación es comparativamente menor que el de otros tipos de kkakdugi. Se consume con mayor frecuencia en la isla Jeju y Seúl.
- Gegeolmu kkakdugi (게걸무깍두기), hecho con gegeolmu, una especialidad local de la región de Yeoju.
- Myeongtae seodeori kkakdugi (명태서더리깍두기), hecho con las agallas del abadejo de Alaska. Meongtae alude al pescado y seodeori significa ‘asadura de pescado’ en coreano.[4]
- Suk kkakdugi (숙깍두기), hecho con daikon cocido tras trocearlo, por lo que resulta adecuado para los ancianos.
- Musongsongi (무송송이), el kkakdugi que una vez fue consumido en la corte real coreana. Su nombre procede del adverbio songsong (송송) debido a que el daikon se corta en daditos.

## Seolleongtang
Sopas coreanas como el seolleongtang (sopa de ternera), galbitang (sopa de galbi, o costilla corta de ternera), samgyetang (sopa de pollo y ginseng) se consideran adecuadas para tomar con el kkakdugi.
El sabor del kkakdugi pasa a ser el del propio guiso, sustituyendo su aroma característico. Además, se cree que los rábanos ayudan a la digestión, por lo que al tomar estofado es el kkakdugi el que ayuda.